# Водине
Водѝне (на полски: Wodynie) е село в Източна Полша, Мазовско войводство, Шедлешки окръг. Административен център на селската Водинска община. През 2009 година населението му възлиза на 601 души. Към него спадат махалите Курпеж и Струйник.
В различни периоди от своята история селището има статут на град. През 1827 година Водине има 33 къщи и 261 жители. Към 1893 година е село и чифлик с 34 къщи и 312 жители. Център е на енория и община и има начално училище. Енорията е създадена през 1445 година от Стефан от Водин. Настоящата дървена църква е изградена през 1776 година.